# Cetraria australiensis
Cetraria australiensis är en lavart som beskrevs av W. A. Weber ex Kärnefelt. Cetraria australiensis ingår i släktet Cetraria och familjen Parmeliaceae.   Inga underarter finns listade i Catalogue of Life.